# Julius Axelrod
Julius Axelrod (New York, 30. svibnja 1912. – Rockville, 29. prosinca 2004.), bio je američki  biokemičar.
Podijelio je Nobelovu nagradu za fiziologiju ili medicinu 1970. g. zajedno s Bernard Katzom i Ulf von Euleron. 
Nagradu je dobio za svoj rad na otpuštanju i ponovnom ulaženju (engl. re-uptake)
katekolamina (neurotransmitera), skupine spojeva u mozgu koji uključuju adrenalin, noradrenalin, i kasnije otkriven dopamin, na sinapsi. Axelrod je također značajno doprinio razumijevanju epifize (lat. corpus pineale) i načinu na koji se regulira tijekom ciklusa budnosti i spavanja, tzv. cirkadijanog ciklusa. 

## Vanjske poveznice
- Nobelova nagrada - životopis(engl.)